# بيرهادي (أرومية)
بيرهادی هي قرية في مقاطعة أرومية، إيران. يقدر عدد سكانها بـ 188 نسمة بحسب إحصاء 2016.